# Phyllis Konstam

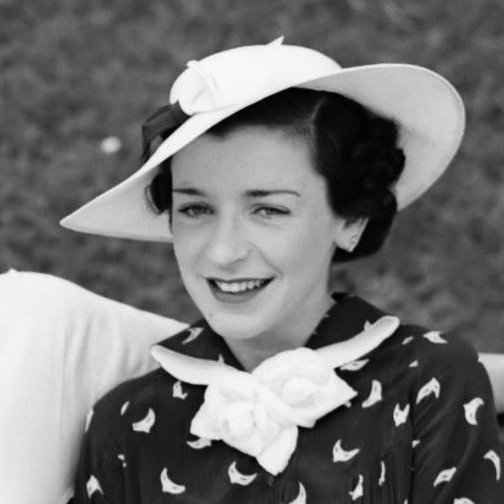
Phyllis Konstam (1936)

Phyllis Konstam, geboren als: Phyllis Esther Kohnstamm (* 14. April 1907 in London; † 20. August 1976 in Somerset) war eine englische Schauspielerin. Sie spielte in elf Filmen, die zwischen 1928 und 1964 gedreht wurden, darunter vier Filme unter der Regie Alfred Hitchcocks.

## Leben
Im Jahre 1931 heiratete sie den englischen Tennis-Star Henry Austin, den sie auf einer Kreuzfahrt während der Reise in die USA kennengelernt hatte. Diese Reise unternahm sie, um in Frank Vospers Murder on the Second Floor  mitzuwirken. Gemeinsam mit ihrem Mann war sie eines der Idol-Paare der damaligen Zeit. Aus der Ehe gingen zwei Kinder hervor. Austin spielte Tennis mit Charlie Chaplin, war ein Freund von Daphne du Maurier und traf auch die Gemahlin des englischen Königs Maria von Teck sowie Präsident Franklin Roosevelt.
In ihrer Autobiografie, die sie zusammen mit ihrem Mann schrieb und die in Anspielung auf den Tennissport „Gemischtes Doppel“ genannt wurde, verfassten die Ehepartner abwechselnd die einzelnen Kapitel des knapp dreihundert Seiten umfassenden Buches.
In späteren Jahren beteiligte sich Konstam zusammen mit ihrem Mann weltweit an Wohltätigkeitsveranstaltungen (Film- und Theaterproduktionen) der Oxford-Gruppe. Frank Buchman, der geistige Führer dieser Organisation, nimmt in den Lebenserinnerungen der Eheleute einen großen Raum ein.
Sie selbst ist als „Phyllis Austin“ zusammen mit ihrem Mann mit jeweils 4 Einträgen in der Biografie über Frank Buchman vertreten.

## Bezüge nach Deutschland
Phyllis Konstam schildert in den gemeinsamen Lebenserinnerungen, dass sie im Gegensatz zu ihrem Mann aus einem jüdischen Elternhaus stammte. Ihren deutschen Großvater Konstam (Anmerkung: Moritz Kohnstamm aus Niederwerrn) habe sie nie kennengelernt. Dieser hatte den ursprünglichen Berufswunsch Rabbiner zu werden aufgegeben, weil er nicht alle Lehren der Ausbildung akzeptieren wollte. Stattdessen wäre er Schullehrer geworden und hätte mit wenig Verdienst eine Familie ernährt. Nach Schilderungen ihres Vaters Alfred Konstam wäre es der größte Genuss als Kind gewesen, einmal im Monat eine Orange zu bekommen, die zwischen den fünf Geschwistern geteilt wurde. Ihr Vater war zusammen mit seinem zweiten Bruder Rudolf als 17-Jähriger nach England gekommen, um dort zusammen mit Cousin Hugo Konstam in der Leder-Branche zu arbeiten.
Dessen Tochter trug den Künstlernamen Gertrude Kingston und war Anfang des 20. Jahrhunderts eine bekannte Schauspielerin. In ihrem Hause am Victoria Square führte diese einen Salon, in dem sich die Literatur- und Theaterwelt jener Zeit traf. Einer ihrer engsten Freunde war George Bernard Shaw, der das Drama The Great Catherine (1913) für sie schrieb. Oscar, einer der Onkel Phyllis Konstams und der älteste Bruder ihres Vaters – Oskar Kohnstamm – sei brillant gewesen. Während des Ersten Weltkrieges fiel dessen ältester Sohn auf deutscher und die ältesten beiden Söhne ihres Onkels Rudolf auf englischer Seite.

## Filmografie (Auswahl)
- 1928: Champagne
- 1929: Erpressung (Blackmail)
- 1930: Mord – Sir John greift ein! (Murder!)
- 1931: Bis aufs Messer (The Skin Game)